# Предписание
Предписание — юридический документ, требующий от человека или определённых органов и должностных лиц присутствовать в конкретном месте или выполнить определённые действия. Неисполнение требований влечёт за собой наказание.
В частности, суд вправе указать тому или иному лицу совершать или не совершать определённое действие.
Предписание также используется для предотвращения каких-либо действий, которые совершаются неподобающим или вредным для окружающих образом.